# 卜弥格

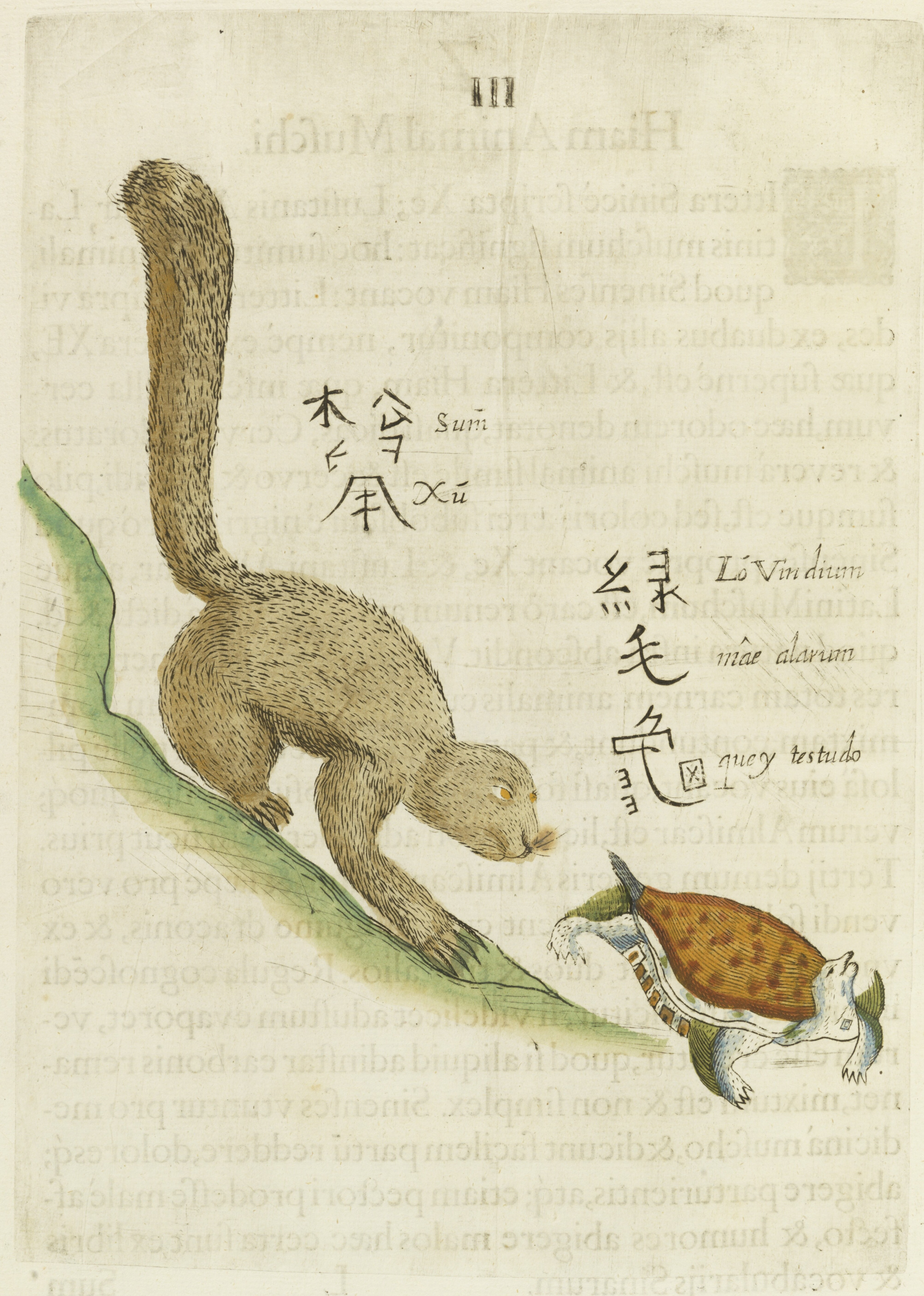
卜弥格所著《植物志》中的插图

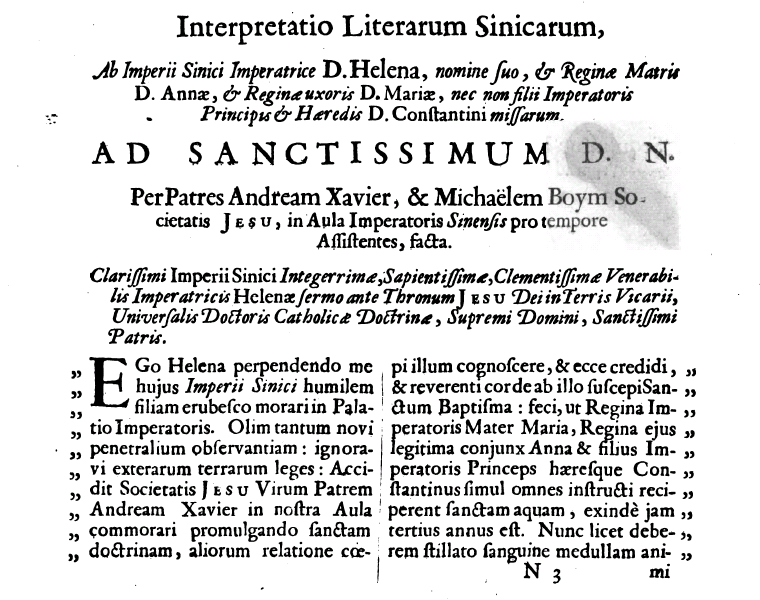
永历帝嫡母王太后致教宗的信件，由卜弥格翻譯成拉丁文。

卜弥格（1612年—1659年6月22日）原名彌額爾·伯多祿·博伊姆（波蘭語：Michał Piotr Boym），天主教波兰籍传教士。

## 生平
他於利沃夫出生（今屬烏克蘭）。南明弘光元年（1645年）来华。永曆四年（1650年）十月，作为南明永曆皇帝的使者與南明官員（一说为信天主教的南明宦官庞天寿的手下）郑安德肋（Andreas Chin）一起出使罗马教廷和西欧列國，争取西方天主教支持南明政权，但是未能获得任何结果。永历十二年（1658年，清顺治十五年）从欧洲回到东方抵澳门。但是澳门已经与清朝建立关系，耶稣会日本省和中国副省也不再承认卜弥格为其成员，反对他借道澳门入境中国。卜弥格不得不转道交趾。永历十三年（1659年8月），贫病交加的卜弥格怀着对南明的忠诚因劳累逝于交趾与广西的边境。

## 著作
《中国地图册》、《中國植物志》、《中国医药概说》和《中国诊脉秘法》。

## 外部連結
维基共享资源上的相關多媒體資源：卜弥格